# Sachsen Bay
Die Sachsen Bay (in der deutschen Kolonialzeit Sachsenbucht genannt) ist eine Bucht an der Südküste des Huongolfs im Süden der Provinz Morobe von Papua-Neuguinea. Sie ist damit Teil der Salomonensee.

## Allgemeines
Die Bucht wird durch einen Einschnitt in das Kernland Papuas gebildet, ist etwa 3 km breit und reicht etwa 2,5 km tief ins Land hinein. Den äußeren nördlichen Punkt der Bucht bildet die Landspitze Cape Dinga, den äußerst südlichen das Cape Roon, beide jeweils auf kleinen Halbinseln gelegen. Nördlich schließt sich die Nassau Bay und südlich die Hessen Bay an die Bucht an. Der Alealer River mündet in die Bucht.
Ab 1899 war die Gegend um die Bucht Teil der deutschen Kolonie Neuguinea. Sie kam 1920 unter australische Mandatsverwaltung.
Im Zweiten Weltkrieg wurde die Gegend um die Sachsen Bay von japanischen Streitkräften besetzt. Als Auftakt des alliierten Salamaua-Lae-Feldzugs (englisch Salamaua–Lae campaign) landete in der Nacht von 29. auf den 30. Juni 1943 das amerikanische 162. Infanterieregiment in der benachbarten Nassau Bay, um diese für den weiteren Angriff auf den japanischen Stützpunkt in Salamaua als Nachschubbasis zu sichern.
Auch die Gegend um die Sachsen Bay wurde dann im Zuge dieses Feldzugs im Sommer 1943 von den Alliierten zurückerobert. Anschließend übernahm Australien die Gegend erneut unter Mandatsverwaltung. 1975 wurde sie Teil des unabhängigen Staates Papua-Neuguinea.